# William Thelwall Thomas
William Thelwall Thomas (n. februarie 1865, Liverpool, Anglia, Regatul Unit al Marii Britanii și Irlandei – d. 10 septembrie 1927, Liverpool, Anglia, Regatul Unit) a fost un chirurg galez care a lucrat în Liverpool.
Thomas s-a născut în Liverpool în 1865, fiind fiul fotografului galez John Thomas (1838-1905) și a soției sale, Elizabeth. Tatăl său i-a făcut numeroase fotografii care acum sunt expuse în colecția Bibliotecii Națonale a Țării Galilor.